# Ameye (schoenfabriek)

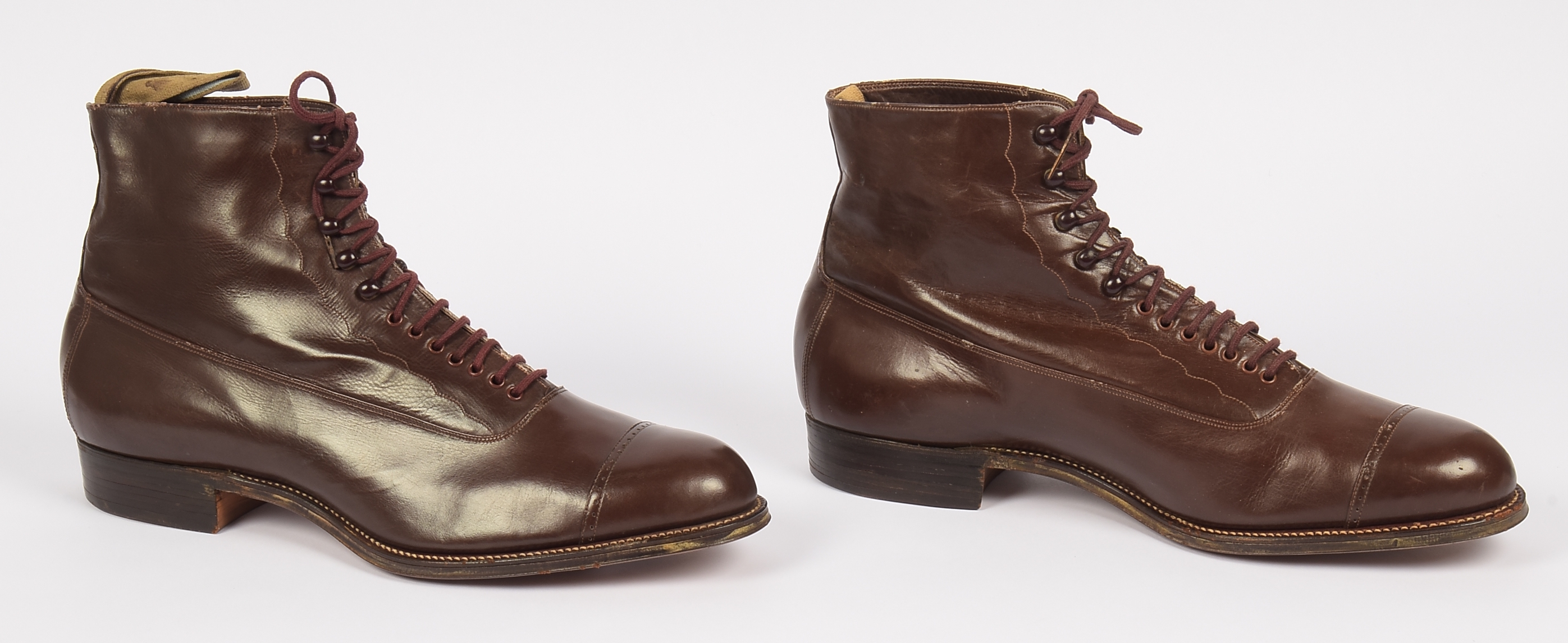
Een paar bruine enkellaarzen van het merk Le Renard uit 1945 (collectie Eperon d'Or)

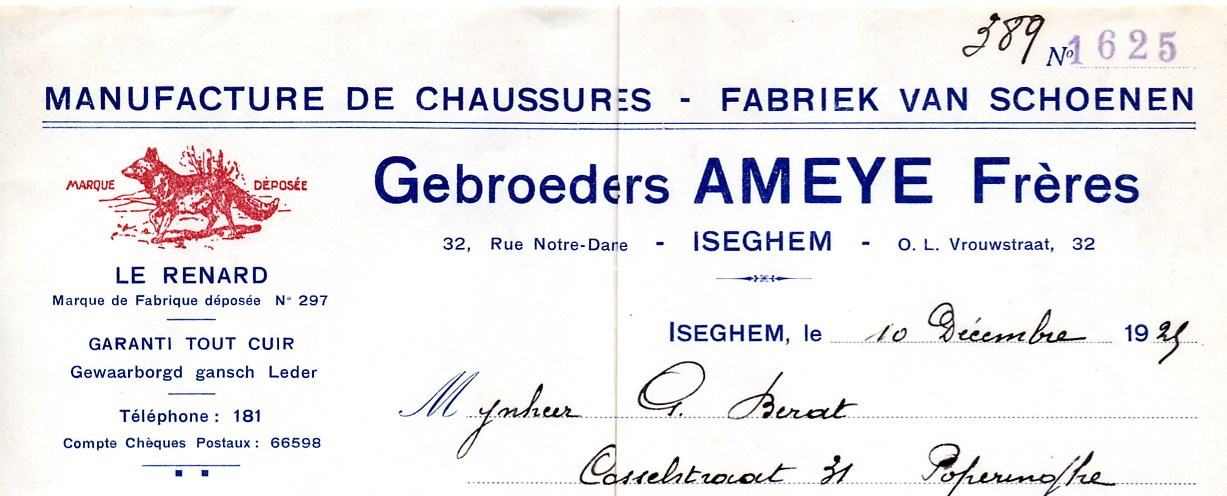
Briefhoofd schoenfabriek Ameye uit 1925 (collectie Eperon d'Or)

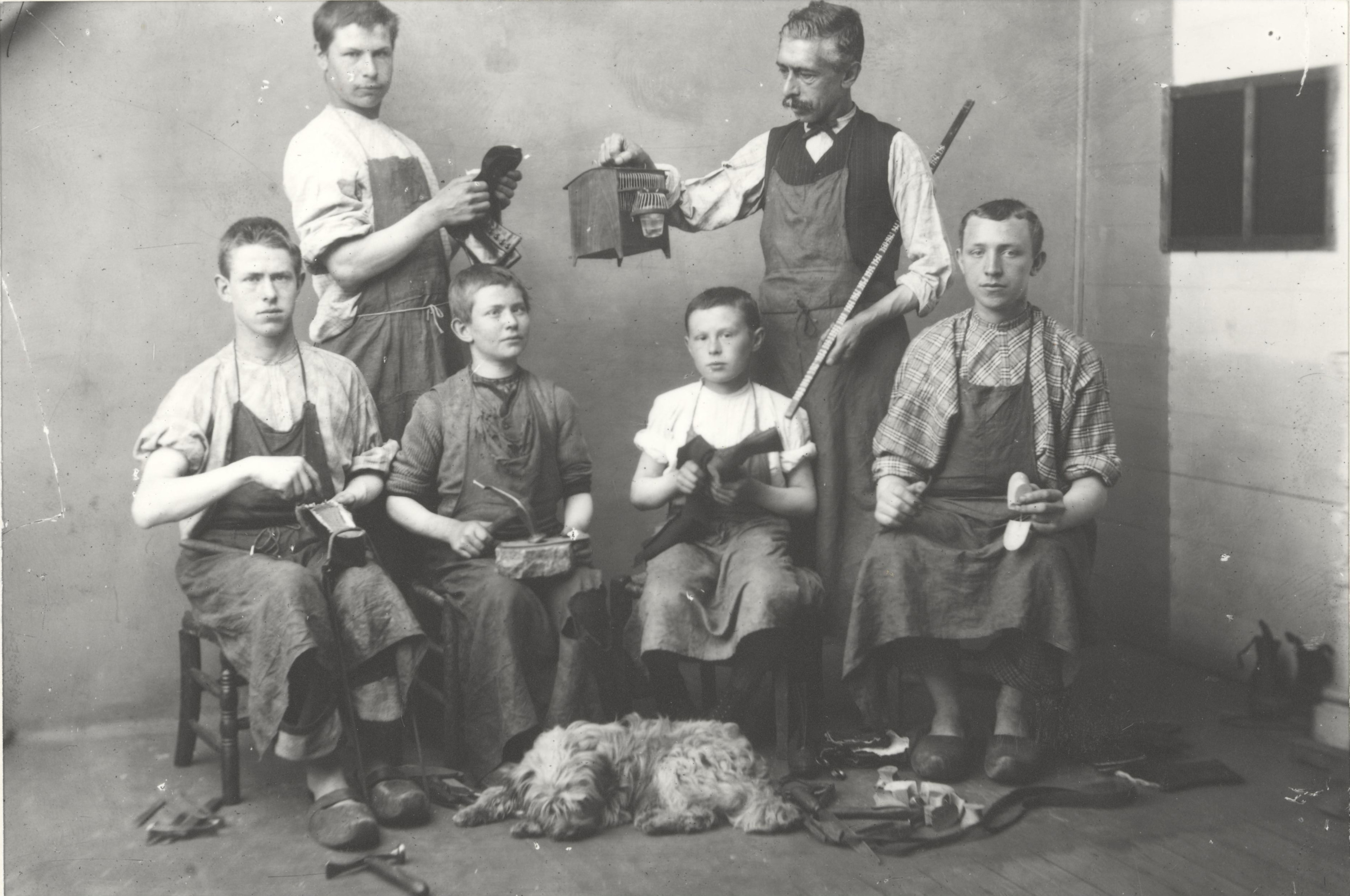
Personeelsfoto schoenfabriek Ameye in 1908 (collectie Eperon d'Or). Van links naar rechts: bovenaan: Jules Neyrinck - Gustaaf Ameye (1848-1923): vader van Cyriel en Pierre, stiefvader van Julien Renier. Onderaan: Cyriel Ameye (15 jaar), Michel Santens, Pierre Ameye (12 jaar), Julien Renier (33 jaar).

Ameye was een schoenfabriek in de Onze Lieve Vrouwstraat te Izegem.

## Geschiedenis
In 1908 is schoenenbedrijf Ameye zeker al een feit. Vader Gustaaf (1848-1923), zijn stiefzoon Julien Renier (33 jaar), zijn twee zonen Cyriel (15 jaar) en Pierre (12 jaar) en nog 2 jongens (Jules Neyrinck en Michel Santens) maken dan het personeelsbestand uit. Op 5 januari 1921 vinden we de deponering van het merk Le Renard (met de afbeelding van een vos) n°479 door Petrus-Leo Ameye en Cyrille-Julien Ameye. We vernemen opnieuw iets van het bedrijf in 1924. Blijkbaar draait het dan op volle toeren en kan het mee genieten van de hoogconjunctuur van die ‘dolle jaren ‘20’. Het bedrijf zoekt goede stiksters, vrouwen om hakken op de schoenen te bevestigen en mannen die schoenen kunnen nagelen. De dames worden gevraagd om thuis te werken.
Het bedrijf neemt in 1930 deel aan de Wereldtentoonstelling in Antwerpen en ontvangt er zelfs een gouden medaille die vanaf dan op de briefhoofden prijkt. Een derde generatie treedt aan in de jaren 1940. Het zijn de zonen van Cyriel, Gustaaf (in 1942) en Julien (in 1948) Ameye, die de leiding nemen. De zoon van Julien Renier, Charles, wordt vertegenwoordiger voor het bedrijf. Na de Tweede Wereldoorlog beleeft het bedrijf zijn hoogtepunt. Volgens een getuigenis van Julien Ameye zouden er begin de jaren 1950 een 150 mensen in dienst geweest zijn. Een groot deel van hen zijn thuisstiksters. In de jaren 1950 is de zware concurrentie van de Italiaanse schoennijverheid goed voelbaar. Het bedrijf produceert traditioneel onder de merknaam ‘Le Renard’ maar van dan af komen ook de meer Italiaans klinkende namen ‘Beleganti’ en ‘Firenze’ in gebruik. Het mag niet baten. In mei 1961 stopt het bedrijf al zijn bezigheden.

## Het gebouw
Schoenenbedrijf Ameye beheerste zowat de Onze-Lieve-Vrouwestraat. De schoenenfabriek stond op nummer 38 en de drie broers woonden in dezelfde rij: Julien Renier op nummer 32, Cyriel op nummer 34, Pierre op nummer 36. Pierre liet in 1935 als het ware in de tuin van de fabriek (in de Sint-Crispijnstraat 41) een prachtige art-decowoning bouwen voor zijn dochter Raymonda (gehuwde met Rogier Versteenkiste), naar een ontwerp van architect J. Degezelle. De woning is ondertussen gerestaureerd en opgenomen in de Inventaris Onroerend Erfgoed.